# Spintherobolus ankoseion
Spintherobolus ankoseion is een straalvinnige vissensoort uit de familie van de karperzalmen (Characidae). De wetenschappelijke naam van de soort is voor het eerst geldig gepubliceerd in 1999 door Weitzman & Malabarba.